# Nightmare (francuski zespół muzyczny)
Nightmare – francuski zespół powstały w roku 1979, w Grenoble. Nightmare z początku grało heavy metal pod wpływem New Wave of British Heavy Metal, później jednak przeszło na power metal z wpływami death metalu i thrash.

## Wczesna kariera
Nightmare powstało w roku 1979, a stało się sławne w roku 1983, gdy zagrali na koncercie Def Leppard przed czterotysięczną publicznością. Następnie zespół podpisał kontrakt z wytwórnią Ebony Records, co zaskutkowało powstaniem dwóch pierwszych płyt: Waiting for the Twilight z roku 1984 i Power of the Universe z 1985. Po nagraniach Jean-Marie Boix był zmuszony odejść z zespołu z powodu problemów zdrowotnych
Zastąpił go Tom Jackson. Zespół zagrał kilka koncertów we Francji i Anglii, jednak grupa zdążyła wydać tylko demo w 1987 przed rozpadem Nightmare, trwającym ponad dekadę. Grupa pokłóciła się o styl muzyki, który mają grać.

## Reaktywacja
Reaktywacja Nightmare nastąpiła w roku 1999, gdy perkusista Joe Amore objął stanowisko wokalisty, a perkusję zostawił swojemu młodszemu bratu – Davidowi Amore'owi. Zespół podpisał kontrakt z Adipocere Records, i nagrał minialbum pt: „Astral Deliverance” w hołdzie zmarłemu kilka miesięcy temu Jean-Marie Boixowi. Dodatkowo stare albumy zostały wydane ponownie przez Brennus Records. W roku 2001 Nightmare nawiązało współpracę z Napalm Records, rozpoczynając pracę nad albumem „Cosmovision”.
W roku 2003, wydano jeszcze album „Silent Room”, a w 2004 Nightmare rozpoczęło trasę po Europie(Francja, Hiszpania, Belgia).
Niedługo później, wydawnictwem płyt zajęło się studio Regain Records, a Nightmare opuścił gitarzysta Nicolas De Dominicis na rzecz Francka Milleliriego. W barwach Regain Records Nightmare wydało dwa albumy: „The Dominion Gate” i „Genetic Disorder”.
W roku 2009, Nightmare zmieniło wydawcę na AFM Records. Studio wydało płytę „Insurrection”.

## Dyskografia
- Albumy studyjne

| Rok  | Album                    |
| ---- | ------------------------ |
| 1984 | Waiting for the Twilight |
| 1985 | Power of the Universe    |
| 2001 | Cosmovision              |
| 2003 | Silent Room              |
| 2005 | The Dominion Gate        |
| 2007 | Genetic Disorder         |
| 2009 | Insurrection             |
| 2012 | The Burden of God        |

- Dema

| Rok  | Demo                   |
| ---- | ---------------------- |
| 1981 | Demo                   |
| 1982 | Maudit Ton Destin      |
| 1983 | demo 83                |
| 1987 | Escape From the Mirror |

- Kompilacje

| Rok  | Kompilacja                    |
| ---- | ----------------------------- |
| 2006 | Travel in the Spheres of Time |

- Minialbumy

| Rok  | EP                 |
| ---- | ------------------ |
| 1999 | Astral Deliverance |

- DVD

| Rok  | DVD                       |
| ---- | ------------------------- |
| 2011 | One Night of Insurrection |